# Megateg ramboldi
Megateg ramboldi là một loài nhện trong họ Zoropsidae.
Loài này thuộc chi Megateg. Megateg ramboldi được Raven & Stumkat miêu tả năm 2005.